# Gée-Rivière
Gée-Rivière (Gea e Ribèra en gascon) est une commune française située dans l'ouest du département du Gers en région Occitanie. Sur le plan historique et culturel, la commune est dans le pays de Rivière-Basse, un territoire qui s’allonge dans la moyenne vallée de l’Adour, à l’endroit où le fleuve marque un coude entre Bigorre et Gers.
Exposée à un climat océanique altéré, elle est drainée par l'Adour, le ruisseau du Jarras et par divers autres petits cours d'eau. La commune possède un patrimoine naturel remarquable : un site Natura 2000 (la « vallée de l'Adour ») et deux zones naturelles d'intérêt écologique, faunistique et floristique.
Gée-Rivière est une commune rurale qui compte 44 habitants en 2022, après avoir connu un pic de population de 172 habitants en 1831. Elle fait partie de l'aire d'attraction d'Aire-sur-l'Adour. Ses habitants sont appelés les Géens ou  Géennes.

## Géographie

### Localisation
Gée-Rivière est une commune située à l'ouest du Gers, à 4 km à l'est d'Aire-sur-Adour (Landes).

### Communes limitrophes
Les communes limitrophes sont  Barcelonne-du-Gers, Bernède, Corneillan et Saint-Germé.
|         | Barcelonne-du-Gers |             |
| Bernède | Gée-Rivière        | Saint-Germé |
|         | Corneillan         |             |

### Géologie et relief
Géé-Rivière se situe en zone de sismicité 2 (sismicité faible).

### Hameaux et lieux-dits
Gée-Rivière est un village coupé en deux : le faubourg est plus grand que le village même. C'est là d'ailleurs que se situent la mairie et les deux plus vieilles maisons.
C'est en suivant une route à sa gauche qu'on arrive au village même, avec l'église du XIIe siècle.
Auparavant, trois villages existaient à ces emplacements.

### Hydrographie

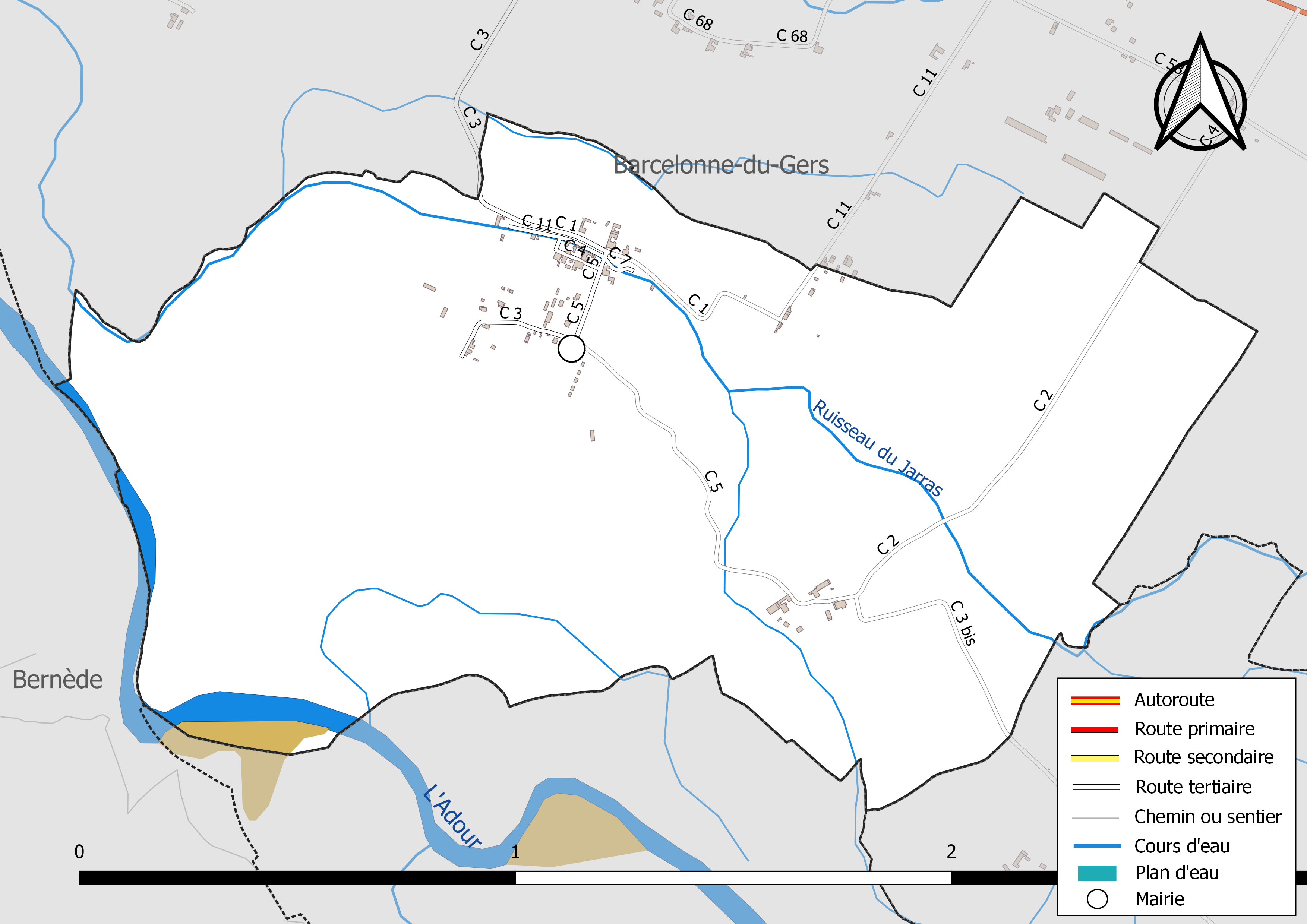
Réseaux hydrographique et routier de Gée-Rivière.

La commune est dans le bassin de l'Adour, au sein du bassin hydrographique Adour-Garonne. Elle est drainée par l'Adour et le ruisseau du Jarras et par divers petits cours d'eau, qui constituent un réseau hydrographique de 6 km de longueur totale,.
L'Adour, d'une longueur totale de 308,8 km, prend sa source dans la commune d'Aspin-Aure et s'écoule vers le nord. Il traverse la commune et se jette dans le golfe de Gascogne à Bayonne, après avoir traversé 118 communes.

### Climat
Pour des articles plus généraux, voir Climat de l'Occitanie et Climat du Gers.
En 2010, le climat de la commune est de type climat du Bassin du Sud-Ouest, selon une étude s'appuyant sur une série de données couvrant la période 1971-2000. En 2020, Météo-France publie une typologie des climats de la France métropolitaine dans laquelle la commune est dans une zone de transition entre le climat océanique et le climat océanique altéré et est dans la région climatique Aquitaine, Gascogne, caractérisée par une pluviométrie abondante au printemps, modérée en automne, un faible ensoleillement au printemps, un été chaud (19,5 °C), des vents faibles, des brouillards fréquents en automne et en hiver et des orages fréquents en été (15 à 20 jours).
Pour la période 1971-2000, la température annuelle moyenne est de 13,2 °C, avec une amplitude thermique annuelle de 15,1 °C. Le cumul annuel moyen de précipitations est de 983 mm, avec 11,1 jours de précipitations en janvier et 7,3 jours en juillet. Pour la période 1991-2020, la température moyenne annuelle observée sur la station météorologique la plus proche, située sur la commune de Maumusson-Laguian à 10 km à vol d'oiseau, est de 14,1 °C et le cumul annuel moyen de précipitations est de 1 021,5 mm,. Pour l'avenir, les paramètres climatiques de la commune estimés pour 2050 selon différents scénarios d'émission de gaz à effet de serre sont consultables sur un site dédié publié par Météo-France en novembre 2022.

### Milieux naturels et biodiversité

#### Réseau Natura 2000

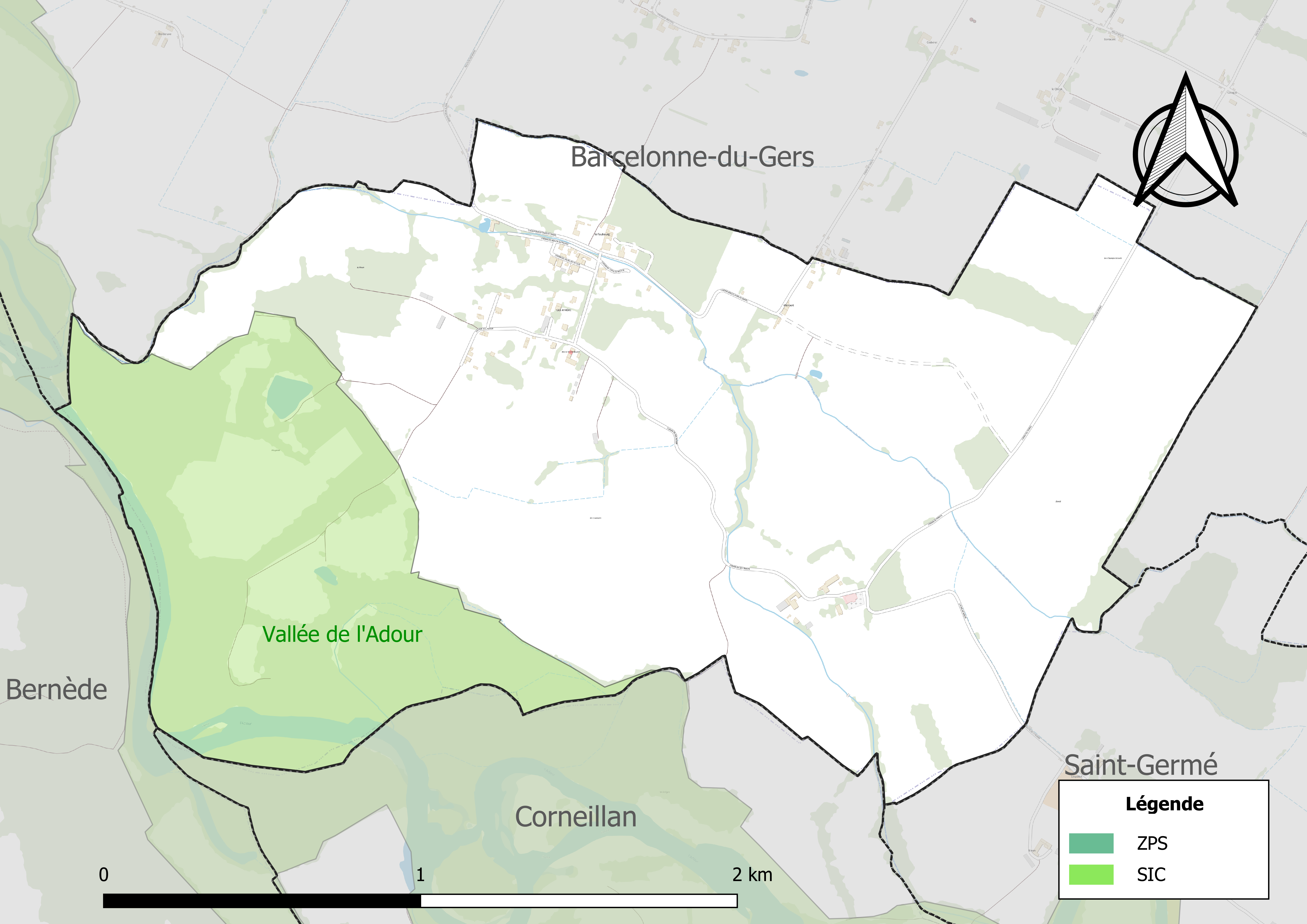
Site Natura 2000 sur le territoire communal.

Le réseau Natura 2000 est un réseau écologique européen de sites naturels d'intérêt écologique élaboré à partir des directives habitats et oiseaux, constitué de zones spéciales de conservation (ZSC) et de zones de protection spéciale (ZPS).
Un site Natura 2000 a été défini sur la commune au titre de la directive habitats : la « vallée de l'Adour », d'une superficie de 2 694 ha, un espace où les habitats terrestres et aquatiques abritent une flore et une faune remarquable et diversifiée, avec la présence de la Loutre et de la Cistude d'Europe.

#### Zones naturelles d'intérêt écologique, faunistique et floristique
L’inventaire des zones naturelles d'intérêt écologique, faunistique et floristique (ZNIEFF) a pour objectif de réaliser une couverture des zones les plus intéressantes sur le plan écologique, essentiellement dans la perspective d’améliorer la connaissance du patrimoine naturel national et de fournir aux différents décideurs un outil d’aide à la prise en compte de l’environnement dans l’aménagement du territoire.
Une ZNIEFF de type 1 est recensée sur la commune :
« l'Adour, de Bagnères à Barcelonne-du-Gers » (2 786 ha), couvrant 59 communes dont 18 dans le Gers, une dans les Landes et 40 dans les Hautes-Pyrénées et une ZNIEFF de type 2, : 
l'« Adour et milieux annexes » (3 634 ha), couvrant 60 communes dont 18 dans le Gers, une dans les Landes et 41 dans les Hautes-Pyrénées.

Carte des ZNIEFF de type 1 et 2 à Gée-Rivière.
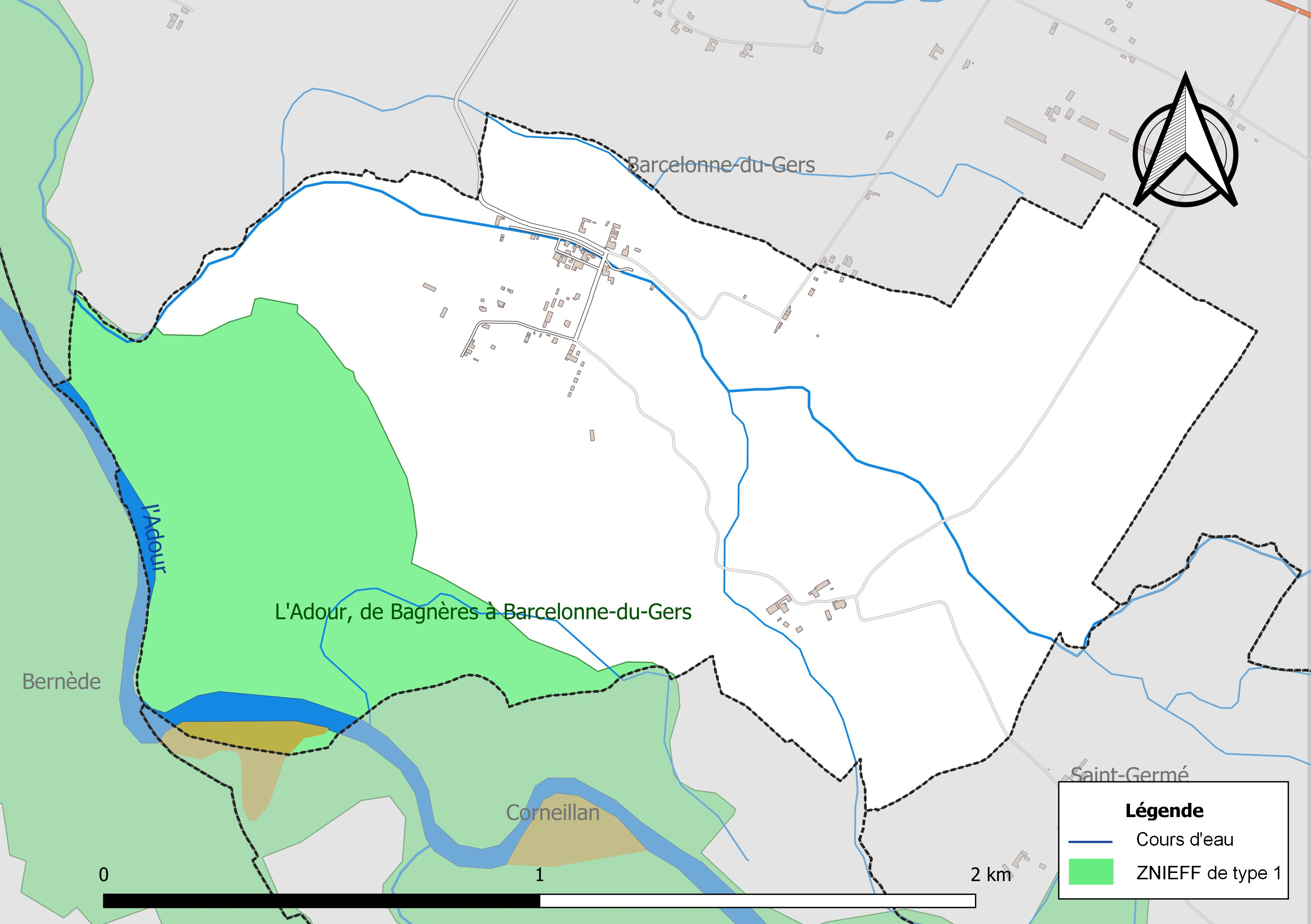
Carte de la ZNIEFF de type 1 sur la commune.
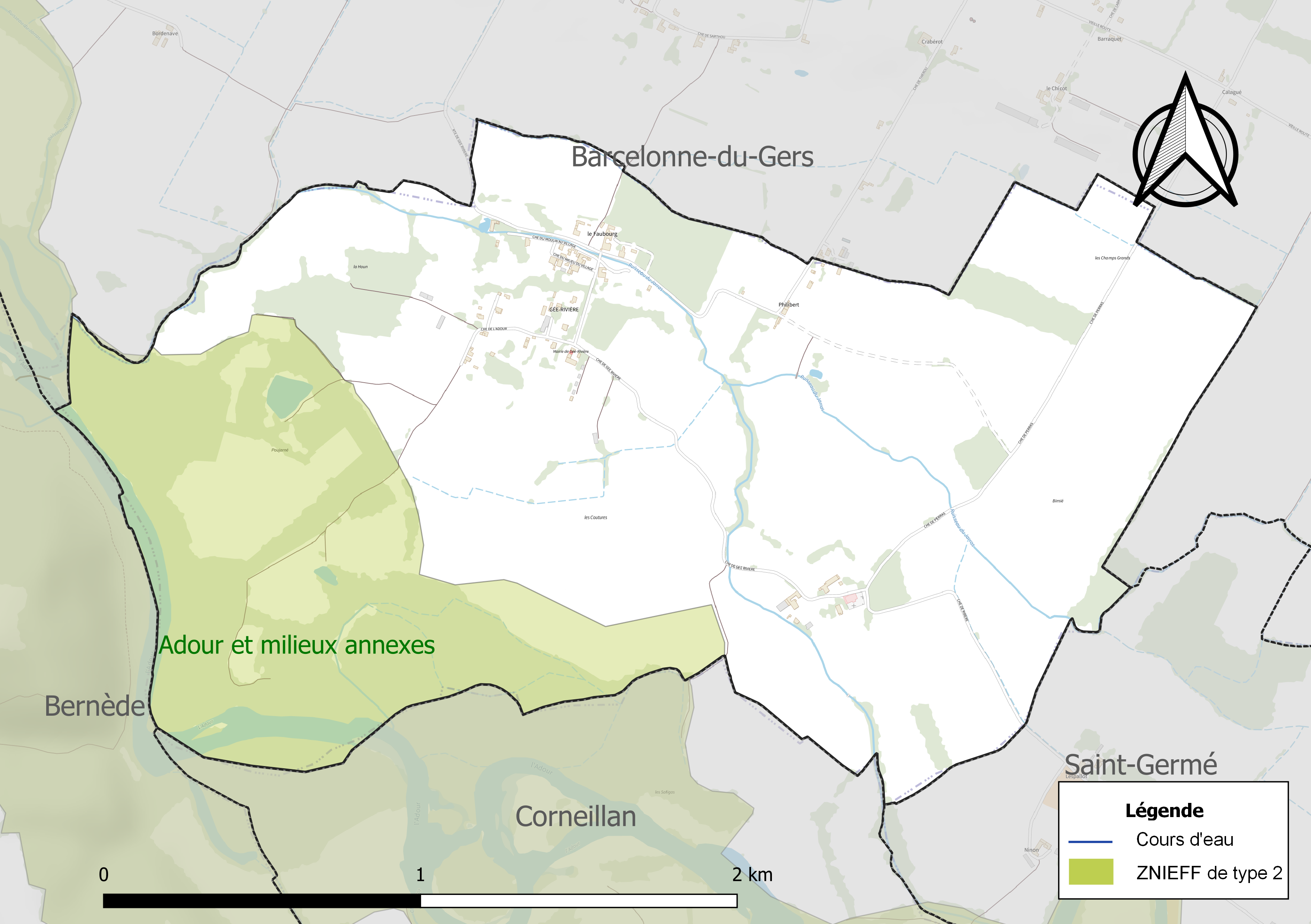
Carte de la ZNIEFF de type 2 sur la commune.

## Urbanisme

### Typologie
Au 1er janvier 2024, Gée-Rivière est catégorisée commune rurale à habitat dispersé, selon la nouvelle grille communale de densité à sept niveaux définie par l'Insee en 2022.
Elle est située hors unité urbaine. Par ailleurs la commune fait partie de l'aire d'attraction d'Aire-sur-l'Adour, dont elle est une commune de la couronne,. Cette aire, qui regroupe 23 communes, est catégorisée dans les aires de moins de 50 000 habitants,.

### Occupation des sols
L'occupation des sols de la commune, telle qu'elle ressort de la base de données européenne d’occupation biophysique des sols Corine Land Cover (CLC), est marquée par l'importance des territoires agricoles (83,5 % en 2018), une proportion sensiblement équivalente à celle de 1990 (83,2 %). La répartition détaillée en 2018 est la suivante : 
terres arables (72,9 %), forêts (16,5 %), zones agricoles hétérogènes (10,6 %). L'évolution de l’occupation des sols de la commune et de ses infrastructures peut être observée sur les différentes représentations cartographiques du territoire : la carte de Cassini (XVIIIe siècle), la carte d'état-major (1820-1866) et les cartes ou photos aériennes de l'IGN pour la période actuelle (1950 à aujourd'hui).

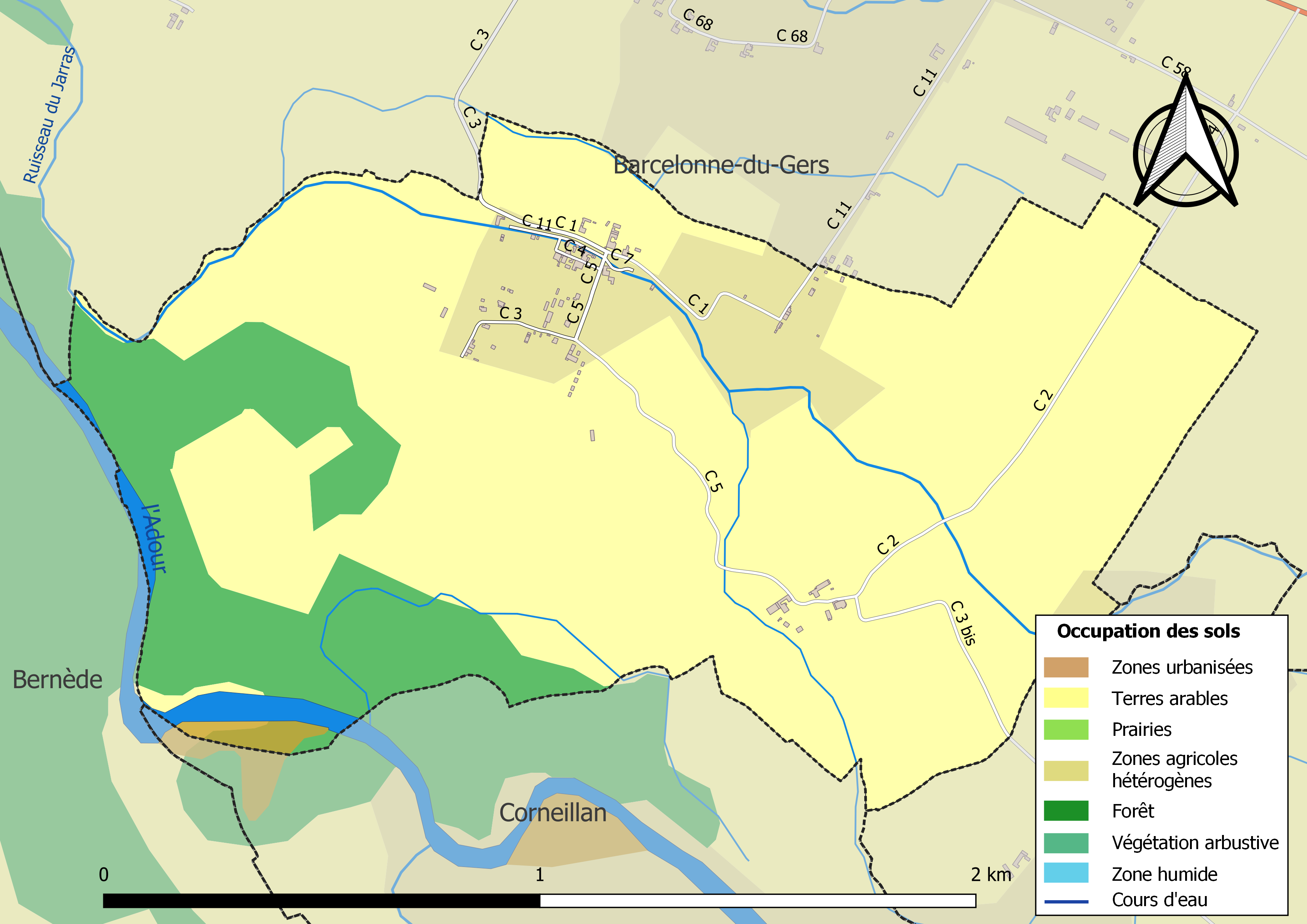
Carte des infrastructures et de l'occupation des sols de la commune en 2018 (CLC).

### Risques majeurs
Le territoire de la commune de Gée-Rivière est vulnérable à différents aléas naturels : météorologiques (tempête, orage, neige, grand froid, canicule ou sécheresse), inondations et séisme (sismicité faible). Il est également exposé à un risque technologique, la rupture d'une digue. Un site publié par le BRGM permet d'évaluer simplement et rapidement les risques d'un bien localisé soit par son adresse soit par le numéro de sa parcelle.

#### Risques naturels
Certaines parties du territoire communal sont susceptibles d’être affectées par le risque d’inondation par débordement de cours d'eau, notamment l'Adour. La cartographie des zones inondables en ex-Midi-Pyrénées réalisée dans le cadre du XIe Contrat de plan État-région, visant à informer les citoyens et les décideurs sur le risque d’inondation, est accessible sur le site de la DREAL Occitanie. La commune a été reconnue en état de catastrophe naturelle au titre des dommages causés par les inondations et coulées de boue survenues en 1999 et 2009,.

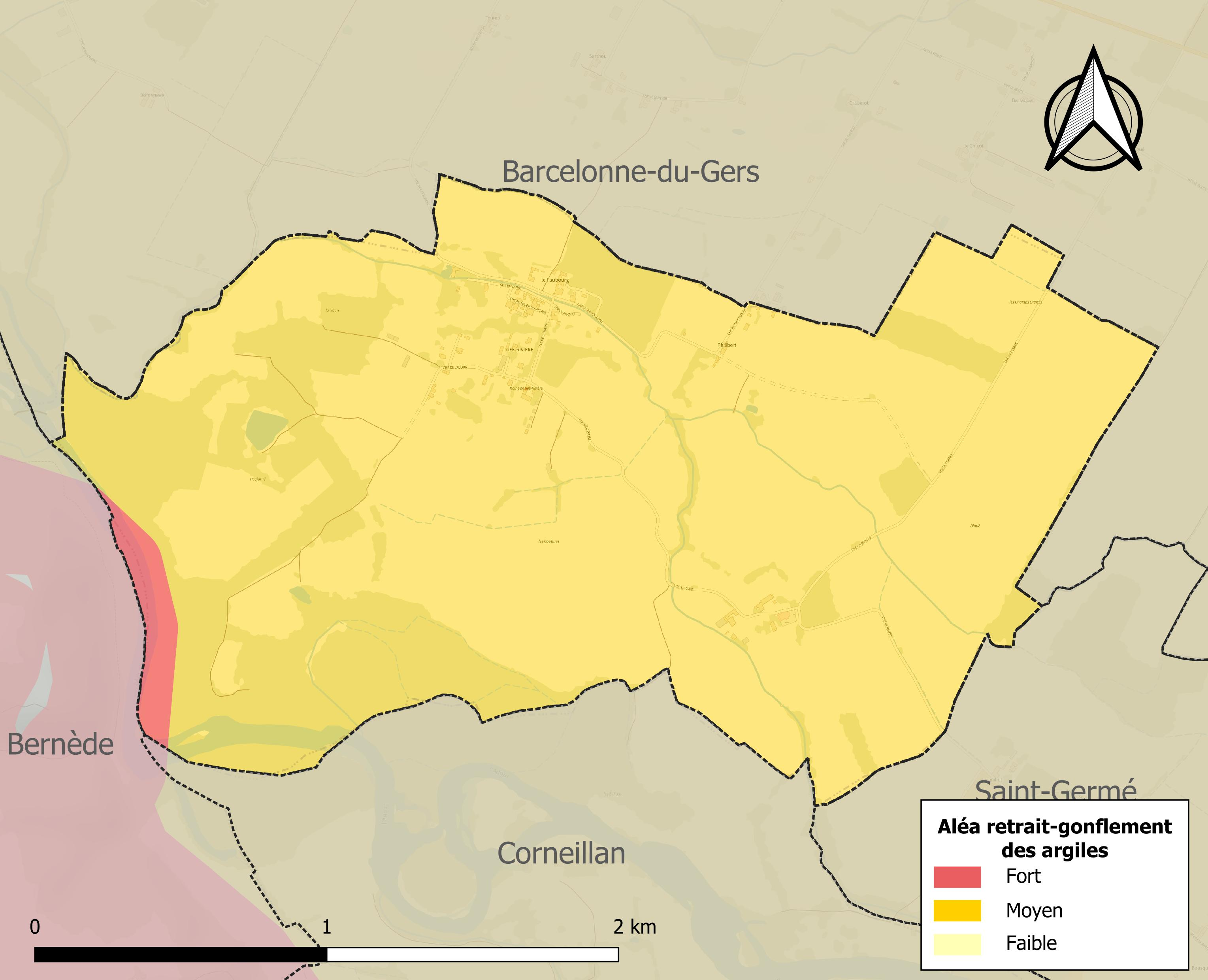
Carte des zones d'aléa retrait-gonflement des sols argileux de Gée-Rivière.

Le retrait-gonflement des sols argileux est susceptible d'engendrer des dommages importants aux bâtiments en cas d’alternance de périodes de sécheresse et de pluie. La totalité de la commune est en aléa moyen ou fort (94,5 % au niveau départemental et 48,5 % au niveau national). Sur les 33 bâtiments dénombrés sur la commune en 2019, 33 sont en aléa moyen ou fort, soit 100 %, à comparer aux 93 % au niveau départemental et 54 % au niveau national. Une cartographie de l'exposition du territoire national au retrait gonflement des sols argileux est disponible sur le site du BRGM,.
Par ailleurs, afin de mieux appréhender le risque d’affaissement de terrain, l'inventaire national des cavités souterraines permet de localiser celles situées sur la commune.
Concernant les mouvements de terrains, la commune a été reconnue en état de catastrophe naturelle au titre des dommages causés par des mouvements de terrain en 1999.

#### Risques technologiques
Des digues sont présentes sur le territoire communal. En cas de destruction partielle ou totale de l'une d'entre elles soit par surverse, soit par effet de renard, soit par affouillement de sa base, soit par rupture d'ensemble progressive ou brutale, des dégâts importants peuvent être occasionnés aux habitations et personnes situées sur le parcours de l'onde de submersion. Le risque est en principe pris en compte dans les documents d'urbanisme. Il n'existe par contre pas de système d'alerte en cas de rupture de digue.

## Histoire
Géé absorbe la commune de Rivière en 1822. Dans les actes anciens Gée-Rivière est appelée Ribeyre de Gé.
C est sur cette commune qu Alaric roi des Wisigoths avait son pavillon de chasse. Ses  capitales étant à Toulouse et à Aire sur l Adour.
Le moulin et la seigneurie de Gée appartenait au XVIe s. à la famille des seigneurs de Larée. Il fut cédé au XVIIe s. aux Du Moulin passant par héritage aux Pratferré de Mau, de Léchart et de Gée.
Au retour de la guerre d Espagne pourchassant l'armée napoléonienne en déroute, le général Wellington a bivouaqué à Gée-Rivière.

## Politique et administration

### Liste des maires
| Période                                  | Période  | Identité      | Étiquette     | Qualité  |
| ---------------------------------------- | -------- | ------------- | ------------- | -------- |
| mars 1971                                | mai 2020 | André Baquié  | Apparenté PCF | Retraité |
| mai 2020                                 | En cours | Pascal Baquié |               |          |
| Les données manquantes sont à compléter. |          |               |               |          |

## Population et société

### Démographie
| 1793 | 1800 | 1806 | 1821 | 1831 | 1841 | 1846 | 1851 | 1856 |
| ---- | ---- | ---- | ---- | ---- | ---- | ---- | ---- | ---- |
| 127  | 88   | 96   | 123  | 172  | 132  | 155  | 155  | 162  |

| 1861 | 1866 | 1872 | 1876 | 1881 | 1886 | 1891 | 1896 | 1901 |
| ---- | ---- | ---- | ---- | ---- | ---- | ---- | ---- | ---- |
| 147  | 139  | 136  | 125  | 125  | 106  | 116  | 116  | 111  |

| 1906 | 1911 | 1921 | 1926 | 1931 | 1936 | 1946 | 1954 | 1962 |
| ---- | ---- | ---- | ---- | ---- | ---- | ---- | ---- | ---- |
| 98   | 97   | 85   | 78   | 65   | 74   | 53   | 42   | 44   |

| 1968 | 1975 | 1982 | 1990 | 1999 | 2004 | 2006 | 2009 | 2014 |
| ---- | ---- | ---- | ---- | ---- | ---- | ---- | ---- | ---- |
| 44   | 38   | 39   | 51   | 51   | 43   | 45   | 49   | 47   |

| 2019 | 2022 | - | - | - | - | - | - | - |
| ---- | ---- | - | - | - | - | - | - | - |
| 47   | 44   | - | - | - | - | - | - | - |

### Sports
- Le sentier de l'Adour passe sur la commune.

## Économie

### Emploi
|                | 2008  | 2013  | 2018  |
| -------------- | ----- | ----- | ----- |
| Commune        | 7,1 % | 0 %   | 0 %   |
| Département    | 6,1 % | 7,5 % | 8,2 % |
| France entière | 8,3 % | 10 %  | 10 %  |

En 2018, la population âgée de 15 à 64 ans s'élève à 30 personnes, parmi lesquelles on compte 77,4 % d'actifs (77,4 % ayant un emploi et 0 % de chômeurs) et 22,6 % d'inactifs,. En  2018, le taux de chômage communal (au sens du recensement) des 15-64 ans est inférieur à celui de la France et département, alors qu'en 2008 il était supérieur à celui du département et inférieur à celui de la France.
La commune fait partie de la couronne de l'aire d'attraction d'Aire-sur-l'Adour, du fait qu'au moins 15 % des actifs travaillent dans le pôle,. Elle compte 2 emplois en 2018, contre 8 en 2013 et 6 en 2008. Le nombre d'actifs ayant un emploi résidant dans la commune est de 23, soit un indicateur de concentration d'emploi de 8,3 % et un taux d'activité parmi les 15 ans ou plus de 53,3 %.
Sur ces 23 actifs de 15 ans ou plus ayant un emploi, 2 travaillent dans la commune, soit 8 % des habitants. Pour se rendre au travail, 87,5 % des habitants utilisent un véhicule personnel ou de fonction à quatre roues, 4,2 % s'y rendent en deux-roues, à vélo ou à pied et 8,3 % n'ont pas besoin de transport (travail au domicile).

### Activités hors agriculture
4 établissements sont implantés  à Gée-Rivière au 31 décembre 2019.
Le secteur de la construction est prépondérant sur la commune puisqu'il représente 50 % du nombre total d'établissements de la commune (2 sur les 4 entreprises implantées  à Gée-Rivière), contre 14,6 % au niveau départemental.

### Agriculture
|               | 1988 | 2000 | 2010 | 2020 |
| ------------- | ---- | ---- | ---- | ---- |
| Exploitations | 4    | 3    | 3    | 3    |
| SAU (ha)      | 111  | 114  | 168  | 190  |

La commune est dans la Rivière Basse, une petite région agricole occupant une partie ouest du département du Gers. En 2020, l'orientation technico-économique de l'agriculture  sur la commune est la polyculture et/ou le polyélevage. Trois exploitations agricoles ayant leur siège dans la commune sont dénombrées lors du recensement agricole de 2020 (quatre en 1988). La superficie agricole utilisée est de 190 ha,,.

## Culture locale et patrimoine

### Lieux et monuments
Une villa gallo-romaine est signalé sur la commune d'après Jean-Marie Cazauran.
L'église Saint-Sernin est un édifice roman qui date du XIe siècle.
Deux maisons de Gée-Rivière sont de 1818.